# Anstaltspsychiatrie
Anstaltspsychiatrie bezeichnet die traditionelle, herkömmliche und medizingeschichtliche Entwicklung der Psychiatrie in sozial mehr oder weniger abgegrenzten Einrichtungen z. B. nach dem Vorbild des York Retreat. In Deutschland wurden diese meist seit Beginn des 19. Jahrhunderts gegründeten Institutionen als große im Baustil repräsentativ angelegte Landeskrankenhäuser geführt und galten als sogenannte Heil- und Pflegeanstalten. Damit kommt bereits ihr Doppelcharakter zum Ausdruck, der eine Spaltung in akute und chronische Fälle einschließt. Hauptsächlich durch die meist rasch anwachsende Zahl chronischer Fälle entwickelten sich diese Anstalten zu Großkrankenhäusern mit bis zu 3000 Betten. Die Bezeichnung Anstaltspsychiatrie geht auf Karl Jaspers (1883–1969) zurück, der sie als Gegensatz zur Bezeichnung der Universitätspsychiatrie geprägt hat.

## Anstalts- und Universitätspsychiatrie
Karl Jaspers hat es als Merkmal der Anstaltspsychiatrie angesehen, dass hier Psychiater „fern vom Verkehr ein einsames Leben mit ihren Kranken führten“, das von einer gewissen „manchmal sentimental wirkenden Menschlichkeit“ geprägt war, aber auch von einer gewissen Robustheit, mit den Problemen fertigzuwerden, sowie von einer gewissen „pastoralen Würde“. Es bestand bei ihnen auch ein gewisses Niveau an Allgemeinbildung, jedoch ohne eigentliche Tiefe. Die persönliche Nähe zum Patienten stand im Gegensatz zur Haltung derjenigen Psychiater, die etwa ab dem zweiten Drittel des 19. Jahrhunderts den Charakter der Universitätspsychiatrie ausmachten. Sie teilten nicht mehr „von früh bis spät das Leben mit ihren Kranken“, der Kontakt zum Patienten wurde „herzloser, kleinlicher, unpersönlicher, ungebildeter“. Die Arbeit verlor sich in „endlose Einzelheiten, Messungen, Zählungen, Befunde“. Jaspers betont dabei jedoch auch die Vorteile der Universitätspsychiatrie. Wie sich das Verhältnis von Anstalts- zu Universitätspsychiatrie zukünftig entwickle, dies sei nicht zu sagen.

## Chronisch psychisch Kranke
Chronisch psychisch Kranke galten früher oft als unheilbar, heute werden sie häufig als Pflegefälle eingestuft. Dennoch bestand bis ca. 1980 die Belegschaft der psychiatrischen Krankenhäuser (Anstaltspsychiatrien) meist aus solchen Kranken. Mit dem Wechsel zum Krankenhauscharakter der ehemaligen Anstalten für psychisch Kranke als nun akut behandlungsbedürftige Patienten hängt es zusammen, dass sich auch ein Wandel für diese Krankenhäuser vollziehen musste. Die Forderung nach Verkleinerung der Bettenzahl auf maximal 500–600 wurde erhoben. Damit wurden jedoch durch die Psychiatrie-Enquête auch Forderungen gegenüber der Universitätspsychiatrie gestellt, die sich zwar auf ihre Sonderaufgaben beruft, sich jedoch bis dahin nicht an der sektorisierten Standardversorgung von Patienten (nach geographisch bestimmten Versorgungsgebieten oder Sektoren) beteiligte.
Uwe Henrik Peters beschreibt das Problem der chronisch psychisch Kranken so: „Im Unterschied zur Universitätspsychiatrie herrschen (bei der Anstaltspsychiatrie) praktische Probleme der Behandlung von chronisch Kranken, Alterskranken, Anstaltsorganisation und der sozialen Wiedereingliederung vor.“

## Geschichte der Psychiatrie
Als Organ der Anstaltspsychiatrie zwischen 1830 und 1860 ist die Allgemeine Zeitschrift für Psychiatrie (Berlin) zu nennen. Sie war von Heinrich Damerow zusammen mit Carl Friedrich Flemming und Christian Friedrich Wilhelm Roller 1844 gegründet worden. – Als Beginn der Universitätspsychiatrie und der damit verbundenen naturwissenschaftlichen Forschungsaufgaben kann man die Gründung des „Archivs für Psychiatrie und Nervenkrankheiten“ im Jahre 1867 durch Wilhelm Griesinger zusammen mit Ludwig Meyer ansehen. Diese Entwicklung hat Ackerknecht als „Sieg des Mechanismus“ bezeichnet. Durch Griesinger sei die Psychiatrie „vom Kopf auf die Füße“ gestellt worden. Durch dieses Zitat von Karl Marx soll zum Ausdruck gebracht werden, dass Griesinger die Ergebnisse der romantischen Medizin ebenso wie Karl Marx die der Philosophie Hegels zwar verwertete, sie jedoch anders gewichtete. Von Anstaltspsychiatern wurde das Fachgebiet der Psychiatrie nur noch bis ca. 1890 umfassend – etwa von der Illenauer Schule durch Richard von Krafft-Ebing oder durch Heinrich Schüle – dargestellt. Von da an waren Universitätsprofessoren für die psychiatrische Wissenschaft führend. Die Wiederkehr der Sozialpsychiatrie mag jedoch auch als das Ende der klassischen deutschen Psychiatrie gewertet werden und an die Anfänge der institutionellen Psychiatrie im 19. Jahrhundert erinnern.